# Penisola Kronockij
La penisola Kronockij (in russo Кроноцкий полуостров, Kronockij poluostrov) è una delle quattro grandi penisole che si protendono nel mare di Bering sul lato orientale della Kamčatka. Appartiene amministrativamente all'Elizovskij rajon del Territorio della Kamčatka, nel Circondario federale dell'Estremo Oriente. 

## Geografia
La penisola Kronockij divide il golfo della Kamčatka (a sud) dal golfo Kronockij (a nord). Si trova a nord della penisola Šipunskij e a sud della penisola Kamčatskij. Caratterizzata da un paesaggio montuoso, la penisola culmina con il monte Alnej (1 313 m) e il monte Nočleg (691 m). Principale lago della penisola è il Čažma (озеро Чажма). A capo Kronockij, estremità orientale, c'è un faro; nella baia di Olga (a sud) sorge il villaggio disabitato di Kronoki. Questo villaggio ospita la stazione meteorologica Kronoki, nella quale risiedono a turno da due a cinque scienziati. È proprio partendo da questa stazione che gli scienziati Tatiana Ustinova e Anisifor Krupenin scoprirono la Valle dei Geyser. La penisola e le acque circostanti fanno parte della riserva naturale di Kronockij. Uno dei siti unici della riserva è il ghiacciaio Tjuševskij.
Ad ovest della penisola si elevano i vulcani Krašeninnikov, Kronockij, Kizimen, Schmidt e Gamčen.